# Gemma Donati (doppiatrice)
Gemma Donati (Roma, 4 marzo 1985) è una doppiatrice e direttrice del doppiaggio italiana.

## Biografia
È nota per aver doppiato attrici come Anna Kendrick, Elizabeth Olsen, Alexandra Daddario, Ashley Tisdale, Melissa Rauch, Ashley Benson e Candice Accola.
Per la Disney ha doppiato Candace Flynn nella serie televisiva Phineas e Ferb, Chelsea Kane nella serie televisiva Jonas L.A. e Baby ne Il mondo di Patty.
Ha doppiato Ashley Olsen nel ruolo di Jane Ryan in Una pazza giornata a New York, Aly Michalka nel ruolo di Keely Teslow in Phil dal futuro, e ancora Tiffany nel film TV Ice Princess - Un sogno sul ghiaccio, Alexz Johnson in Instant Star. Inoltre ha doppiato Musa nella serie animata Winx Club e Kirsten Prout nel ruolo di Amanda Bloom nella serie TV Kyle XY.
Nel mondo delle serie tv ha doppiato i personaggi di Candice Accola in The Vampire Diaries e di Ashley Benson in Pretty Little Liars.

## Doppiaggio

### Film
- Anna Kendrick in Twilight, The Twilight Saga: New Moon, The Twilight Saga: Eclipse, The Twilight Saga: Breaking Dawn - Parte 1, End of Watch - Tolleranza zero, Cake, Mike & Dave - Un matrimonio da sballo, Tavolo 19, Un piccolo favore
- Elizabeth Olsen in Avengers: Age of Ultron, Peace, Love & Misunderstanding, Captain America: Civil War, Avengers: Infinity War, Avengers: Endgame, Doctor Strange nel Multiverso della Follia, His Three Daughters
- Alexandra Daddario in Percy Jackson e gli dei dell'Olimpo - Il ladro di fulmini, Percy Jackson e gli dei dell'Olimpo - Il mare dei mostri, San Andreas
- Bella Heathcote in Dark Shadows, Professore per amore, PPZ - Pride + Prejudice + Zombies
- Ashley Tisdale in High School Musical, High School Musical 2, High School Musical 3: Senior Year, Alieni in soffitta, Scary Movie V
- Mae Whitman in Amarsi, Un giorno... per caso, Ricominciare a vivere
- Jillian Bell in Crazy Night - Festa col morto, Fata madrina cercasi, Kinda Pregnant
- Sarah Snook in The Dressmaker - Il diavolo è tornato, Il castello di vetro
- Mara Wilson in Miracolo nella 34ª strada, Matilda 6 mitica
- Alison Sudol in Animali fantastici e dove trovarli, Animali fantastici - I crimini di Grindelwald, Animali fantastici - I segreti di Silente
- Shelley Hennig in Se ci conoscessimo oggi, The After Party, Teen Wolf - Il film
- Alia Shawkat in The To Do List - L'estate prima del college, The Final Girls, Blink Twice
- Aubrey Plaza in L'ultimo libro
- Jennifer Lawrence in Passengers
- Rihanna in Ocean's 8
- Mary Elizabeth Winstead in Gemini Man
- Jane Levy in La casa
- Kirsten Prout in Elektra
- Eleanor Tomlinson in Il cacciatore di giganti, Alice in Wonderland
- Brie Larson in 21 Jump Street, Il diritto di opporsi
- Sarah Bolger in Spiderwick - Le cronache
- Tatiana Maslany in La memoria del cuore
- Ana Ularu in Inferno
- Amber Beattie in Il bambino con il pigiama a righe
- Anneliese van der Pol in Mordimi
- Clare Thomas in Madeline - Il diavoletto della scuola
- Jocelyn Lai in Ice Princess - Un sogno sul ghiaccio
- Ashley Olsen in Una pazza giornata a New York
- Alexa Vega in L'agguato - Ghosts from the Past
- Quinn Culkin in L'innocenza del diavolo
- Vanessa Hessler in Natale a Miami
- Hanna R. Hall in Il giardino delle vergini suicide
- Beth Behrs in American Pie presenta: Il manuale del sesso
- Margo Harshman in Sorority Row - Patto di Sangue
- Yolandi Visser in Humandroid
- Beverly Penn in Storia d'inverno
- Christine Evangelista in Bleed - Più forte del destino
- Camila Mendes in Dangerous Lies
- Tina Majorino in Una moglie per papà
- Meagan Good in Monster Hunter
- Juno Temple in Sin City - Una donna per cui uccidere
- Michelle Bowes in Yankee Zulu
- Jess Weixler in It - Capitolo due
- Leïla Bekhti in Come sono diventato un supereroe
- Ruby Rose in The Collective
- Pallavi Sharda in Tom & Jerry
- Jodie Comer in The Bikeriders
- Didintle Khunou in A Soweto Love Story
- Kinsey Leigh Redmond in Il castello di Natale
- Cintia García in El Campeón
- Meghann Fahy in Drop - Accetta o rifiuta
- Ada Eide in Ritorno in pista

### Film d'animazione
- Metropolis - Tima
- Toy Story - Il mondo dei giocattoli - Hannah
- Galline in fuga - L'alba dei nugget - Frizzle
- C'era una volta nella foresta - Michelle
- Sabrina - Amiche per sempre - Cassandra/Portia
- Le avventure di Rocky e Bullwinkle - Rocky
- Winx Club - Il segreto del regno perduto, Winx Club 3D - Magica avventura e Winx Club - Il mistero degli abissi - Musa e Digit
- Scooby-Doo Abracadabradoo - Madelyn Dinkley
- I racconti di Terramare - Therru
- Lupin III - La lacrima della Dea - Michelle
- Ralph Spaccatutto e Ralph spacca Internet - Taffyta Muttonfudge
- Trolls, Trolls World Tour, Trolls 3 - Tutti insieme - Ciniglia
- La famiglia della giungla - Jane
- Tom & Jerry: Il drago perduto[1] - Athena
- I Puffi - Viaggio nella foresta segreta - Tempesta
- Phineas e Ferb: Il film - Nella seconda dimensione e Phineas e Ferb: Il film - Candace contro l'Universo - Candace Flynn
- Smallfoot - Il mio amico delle nevi - Kolki
- Lilli e il vagabondo - Gilda (parte parlata)
- The LEGO Movie - Gail
- Back to the Outback - Ritorno alla natura - Skylar
- Entergalactic - Nadia
- Wonder Woman - Alexa
- Inuyasha the Movie - Il castello al di là dello specchio - Kanna
- XxxHOLiC - Il film - Moro
- Pretty Guardian Sailor Moon Cosmos - Il film - Sailor Lead Crow
- Galline in fuga - L'alba dei nugget - Frizzle
- Dog Man - Lilla Gruvier
- Elio - Diplonave

### Film TV
- Mara Wilson in Con la forza dell'amore
- Jennifer Ogletree in Piccola peste si innamora (2ª versione)
- Ashley Tisdale in La favolosa avventura di Sharpay

### Serie televisive
- Ashley Tisdale in Zack e Cody al Grand Hotel, Zack e Cody sul ponte di comando, Super Fun Night, Young & Hungry - Cuori in cucina
- Sarah Bolger in C'era Una Volta, Mayans M.C.
- Skyler Samuels in I maghi di Waverly, Scream Queens
- Kaylee DeFer in The War at Home, Gossip Girl
- Megan Boone in The Blacklist, The Blacklist: Redemption
- Sonequa Martin-Green in Star Trek: Discovery
- Bella Heathcote in L'uomo nell'alto castello
- AnnaLynne McCord in 90210
- Ashley Benson in Pretty Little Liars
- Johanna Braddy in Quantico
- Shelley Hennig in Teen Wolf
- Alexandra Breckenridge in The Walking Dead
- Candice Accola in The Vampire Diaries
- Uzo Aduba in Orange Is the New Black
- Melissa Rauch in The Big Bang Theory
- Sarah Drew in Everwood
- Kirsten Prout in Kyle XY
- Alyson Michalka in Phil dal futuro
- Yvonne Zima in E.R. - Medici in prima linea
- Ashleigh Chisholm in The Sleepover Club
- Reagan Pasternak in Being Erica
- Emmanuelle Bains in The Sleepover Club
- Amber Beattie in Jinx - Fornelli e magie
- Torrey DeVitto in One Tree Hill
- Ingrid Oliver in Doctor Who
- Dominique Tipper in The Expanse
- Elizabeth Olsen in WandaVision
- Malese Jow in Big Time Rush
- Mae Whitman in Desperate Housewives
- Chelsea Staub in Jonas L.A.
- Ashley Leggat in La mia vita con Derek
- Alexz Johnson in Instant Star
- Poppy Lee Friar in Le sorelle fantasma
- Jessica De Gouw in Arrow
- Elisabeth Harnois in Miami Medical
- Ali Stroker in Glee
- Gemma Chan in I fantasmi di Bedlam
- Pippa Bennett-Warner in Sick Note
- Olivia Taylor Dudley in The Magicians
- Belén Cuesta in La casa di carta
- Elifcan Ongurlar in Come sorelle
- Yara Martinez in Deputy
- Raven-Symoné ne I Robinson (Stagioni 6-7)
- Nikki in Rimozione forzata
- Serenay Sarıkaya in Thank You, Next
- Marija Maškova in McMafia
- Emily Meade in The Deuce - La via del porno
- Jillian Bell in Tales of the Walking Dead
- Amy Schumer in Only Murders in the Building
- Briga Heelan in Undateable
- Jackie Tohn in Gen V
- Eiza González ne Il problema dei 3 corpi
- Yoon Hyun-gil in Kiseiju - La zona grigia
- Alia Shawkat in The Old Man
- Arienne Mandi in The L Word: Generation Q
- Leila George in Disclaimer - La vita perfetta
- Tessa Slovis in The Walking Dead: The Ones Who Live
- Meghann Fahy in The Perfect Couple
- Heather Matarazzo in Mercoledì

### Soap opera e telenovelas
- Birte Wentzek in La strada per la felicità
- Eliana Gonzalez in Il mondo di Patty
- Maida Andrenacci in Niní

### Cartoni animati e anime
- Konoha Haida in Magica Pretty Sammy
- Amanda in Night Warriors: Darkstalkers' Revenge
- Yuni in K.O. Century Beast III
- Kant Kestner in Brain Powerd
- Karin in Medarot
- Serena Schezar ne I cieli di Escaflowne
- Binka in Shinzo
- Sonia in Charlotte (2ª ed.)
- Dee-Dee ne Le Superchicche
- Moe in Love Hina
- Nina ne La stravagante famiglia Odd
- Chika in Devil Lady
- Anthony in Woofy
- Emily Howl in Karin piccola dea
- Olga in Hotel Bordemer
- Jetbory in Noonbory e i Super 7
- Candace Flynn in Phineas e Ferb
- Hathi in Cuccioli della giungla
- Ikki ne La leggenda di Korra
- Honeybee Shaw in The Great North
- Violet Hart in Bless the Harts
- Laura Feinberg in Little Demon
- Katie in A tutto reality
- Digit in PopPixie
- Edin Cowboy Bebop
- Ilke in Guru Guru - Il girotondo della magia
- Isabella in Babar, il film e Babar (stagioni 1-5)
- Kagura in Gintama
- Monique in Kim Possible
- Dee Dee ne Il laboratorio di Dexter (primo doppiaggio)
- Aki in MegaMan NT Warrior
- Fior di menta in Fragolina Dolcecuore
- Helen in Sonic X
- Panini in Chowder - Scuola di cucina (ridoppiaggio)
- Manaka Kisaragi in Boogiepop Phantom
- Molly Cunningham (2ª voce) in TaleSpin
- Musa in Winx Club, World of Winx
- Peque in Gli imbattibili Save-Ums!
- Myu Myu in Serial Experiments Lain
- Patty in Spike Team
- Rika in SuperDoll Rika-chan
- Wubbzy in Wow! Wow! Wubbzy!
- Sayo in Super GALS! Tre ragazze alla moda
- Voce narrante in Last Exile
- Yuki (forma infantile) in Master Mosquiton
- Petra Ral ne L'attacco dei giganti
- Mirai Kaname in Devichil
- Helba in hack//SIGN
- Helen in Teen Days
- Momokase in Big Hero 6 - La serie
- Tempesta in I Puffi
- Scorpia in She-Ra e le principesse guerriere
- Sarah Zabiarov in Mobile Suit Z Gundam
- Alice Williamette in L'invincibile Dendoh
- Ali in Big Mouth
- Joy in Vera e Il Regno D' Arcobaleno
- Marinella in Arcobaleno
- Ciniglia in Trolls - La festa continua!, Trolls: TrollsTopia
- Tetra Gilcrest in The Witcher: Nightmare of the Wolf
- Zanna	in I pinguini di Madagascar
- Lupita in I Lunnis
- Liz Allan in The Spectacular Spider-Man
- Julie Powers in Scott Pilgrim - La serie
- Jenny Realight in Fairy Tail (1ª voce)

### Documentari
- Elizabeth Olsen in Marvel Studios: Assembled

### Videogiochi
- Candace Flynn in Phineas e Ferb[2]